# Lední hokej na Zimních olympijských hrách 2002 – turnaj ženy
Ženský hokejový turnaj probíhal od 11. do 21. února 2002. Účastnilo se ho 8 reprezentací. Byly rozděleny do dvou skupin, z nichž první dva týmy postoupily do playoff. Týmy na třetím a čtvrtém místě si zahrály o umístění.

## Skupina A
|    | Tým        | Z | V | R | P | Skóre | B |
| -- | ---------- | - | - | - | - | ----- | - |
| 1. | Kanada     | 3 | 3 | 0 | 0 | 25: 0 | 6 |
| 2. | Švédsko    | 3 | 2 | 0 | 1 | 10:13 | 4 |
| 3. | Rusko      | 3 | 1 | 0 | 2 | 6:11  | 2 |
| 4. | Kazachstán | 3 | 0 | 0 | 3 | 1:18  | 0 |

## Skupina B
|    | Tým     | Z | V | R | P | Skóre | B |
| -- | ------- | - | - | - | - | ----- | - |
| 1. | USA     | 3 | 3 | 0 | 0 | 27: 1 | 6 |
| 2. | Finsko  | 3 | 2 | 0 | 1 | 7: 6  | 4 |
| 3. | Německo | 3 | 0 | 1 | 2 | 6:18  | 2 |
| 4. | Čína    | 3 | 0 | 1 | 2 | 6:21  | 0 |

## O umístění
| 17. únor 2002 | Rusko | 4:1 (0:1, 3:0, 1:0) | Čína | Peak Ice Arena Návštěvnost: 5 719 |  |

| 17. únor 2002 | Německo | 4:0 (1:0, 3:0, 0:0) | Kazachstán |  |  |

### O 5. místo
| 19. únor 2002 | Rusko | 5:0 (2:0, 1:0, 2:0) | Německo |  |  |

### O 7. místo
| 19. únor 2002 | Čína | 2:1 v pr. (1:0, 0:0, 0:1 - 1:0) | Kazachstán |  |  |

## Playoff

### Semifinále
| 19. únor 2002 | Kanada | 7:3 (2:1, 0:2, 5:0) | Finsko |  |  |

| 19. únor 2002 | USA | 4:0 (2:0, 1:0, 1:0) | Švédsko |  |  |

### O 3. místo
| 21. únor 2002 | Finsko | 1:2 (0:2, 1:0, 0:0) | Švédsko |  |  |

### Finále
| 21. únor 2002 | USA | 2:3 (0:1, 1:2, 1:0) | Kanada |  |  |

## Konečné umístění
|                  | Tým        |
| ---------------- | ---------- |
| Zlatá medaile    | Kanada     |
| Stříbrná medaile | USA        |
| Bronzová medaile | Švédsko    |
| 4.               | Finsko     |
| 5.               | Rusko      |
| 6.               | Německo    |
| 7.               | Čína       |
| 8.               | Kazachstán |